# Aristobia umbrosa
Aristobia umbrosa  (лат.) — вид жуков-усачей рода Aristobia из подсемейства Lamiinae. Обнаружены в юго-восточной Азии (Индонезия: Суматра). Среднего размера жуки: длина тела от 23 до 31 мм. Кормовые растения неизвестны. Вид был впервые описан в 1865 году (под первоначальным названием Celosterna umbrosa) энтомологом Джеймсом Томсоном (James Thomson)
. В 1868 году включён в состав рода Aristobia.